# Joannes Bunderius
Joannes Bunderius, né à Gand en 1482 et mort le 8 janvier 1557, est un théologien flamand.

## Biographie
Il entre dans l'ordre dominicain en 1500, à Gand ; après avoir prononcé ses vœux, est envoyé à Louvain, où il continue ses études en philosophie et théologie. Nommé lecteur en théologie sacrée, il retourne à Gand en 1517, il y enseigne la philosophie et la théologie jusqu'à la fin de sa vie. De 1529 à 1535 et de 1550 à 1553, il est prieur du couvent de Gand ; il assiste également l'Inquisiteur général du diocèse de Tournai dans ses tâches.
Il lutte notamment contre les Luthériens, les Calvinistes et les Mennonites. À Gand, il fédère les ordres religieux pour préserver leurs droits et privilèges, et préserver la foi catholique chez les habitants de la ville. Il est l'auteur de nombreux écrits polémiques, notamment Compendium dissidii quorundam hereticorum (Paris, 1540-1543), Compendium concertationis hujus saeculi sapientium et theologorum (Paris, 1549), fréquemment publié après la mort de l'auteur sous un nouveau titre, Compendium rerum theologarum, quae hodie in controversia agitantur, Detectio nugarum Lutheri cum declaratione veritatis Catholicae (Louvain, 1551) et De Vero Christi baptismo contra Mennonem Anabaptistarum principe (Louvain, 1553).